# John Buchholzer
John Buchholzer (1917-2004 i Brasilien) var en dansk forfatter og agronom der arbejdede som journalist, filmmager og fotograf, især i Østafrika.
Buchholzer rejste i slutningen af 1930'erne på en af dagbladet Politiken finansieret Nimbus Motorcykeltur, som dog sluttede da de havde et uheld i Jugoslavien. Nimbus Motorcykelmotoren står efter sigende stadig på Teknisk Museum i Sarajevo.
Han arbejdede 1948-1952 som agronom i Ethiopien, hvor han bestyrede farme og byggede veje for Haile Selassie. Derudover arbejdede han som journalist, filmmager og forfatter og lavede en række film om Ethiopien og Sudan i 1950'erne, som er gået til.
Senere bosatte han sig i Danmark og Italien, med længere ophold i Somalia, Sudan, Kenya, og Rhodesia (nu Zimbabwe).
1959 flyttede Buchholzer til Brasilien og bestyrede forskellige farme i det indre São Paulo. Et manuskript til en bog om Brasilien, skrevet i 1960'erne, blev ikke antaget af danske forlag, og gik senere til. Han levede i Brasilien frem til sin død i 2004.
Karen Blixen omtalte ham og hans arbejde med at samle somalisagn og digtning i bogen Skygger på Græsset i fortællingen ”Ekko fra Højene”. Sagnene blev udgivet i bogen Afrikas Horn i 1958.